# خدمة أمنية (اتصالات)
خدمة الأمنية هي خدمة تقدمها طبقة من أنظمة الاتصال المفتوحة، والتي تضمن أماناً كافياً للأنظمة أو نقل البيانات  كما هو معرف في التوصية ITU-T X.800.
X.800 و المنظمة الدولية للمعايير 7498-2 (أنظمة معالجة المعلومات - التوصيل البيني للأنظمة المفتوحة - النموذج المرجعي الأساسي - الجزء 2: معمارية الأمنية)  تتماشى من الناحية الفنية. هذا النموذج معترف به على نطاق واسع.
هناك تعريف أكثر عمومية في تعليمات CNSS رقم 4009 بتاريخ 26 أبريل 2010 من قبل لجنة أنظمة الأمن القومي في الولايات المتحدة الأمريكية 
القدرة التي تدعم واحد أو أكثر من متطلبات الأمان (السرية، النزاهة، الإتاحة). ومن أمثلة خدمات الأمان إدارة المفاتيح والتحكم في الوصول والمصادقة.
هناك تعريف رسمي آخر في معجم خدمة ويب لرابطة الشبكة العالمية الذي اعتمده المعهد الوطني للمعايير والتقنية SP 800-95.
خدمة معالجة أو اتصال يتم توفيرها بواسطة نظام لتوفير نوع معين من الحماية للموارد، حيث يمكن أن تتواجد الموارد المذكورة مع النظام المذكور أو تتواجد مع أنظمة أخرى، على سبيل المثال، خدمة مصادقة أو إسناد مستند إلى PKI وتوثيقه الخدمات. خدمة الأمان هي مجموعة شاملة من خدمات AAA. تقوم خدمات الأمان عادة بتنفيذ أجزاء من سياسات الأمان ويتم تنفيذها من خلال آليات الأمان.